# Grande Paixão (Dürer)
Grande Paixão é um conjunto de doze xilogravuras sobre a Paixão de Cristo executadas no período de 1497 a 1510 pelo mestre alemão Albrecht Dürer e cujas melhores cópias existentes se encontram na Galeria Albertina, em Viena.
São as seguintes as doze gravuras:
1. Frontispício (1510)
2. Última Ceia (1510)
3. Cristo no Monte das Oliveiras (c. 1497)
4. Prisão de Cristo (1510)
5. Flagelação de Cristo (c. 1497)
6. Ecce Homo (c. 1499)
7. Cristo carregando a cruz (1498)
8. Crucificação (1498)
9. Lamentação (c. 1497)
10. Enterro de Cristo (c. 1497)
11. Cristo no Limbo (1510)
12. Ressurreição de Cristo (1510)

Além da incisão das matrizes xilográficas, Dürer tratou da impressão das ilustrações e do texto. Como noutra sua obra contemporânea similar, o Apocalipse, as ilustrações eram de página inteira, no anverso, seguidas do texto, no verso, representando uma espécie de versão dupla, em palavras e imagens, da mesma história, sem que o leitor devesse comparar cada ilustração com a passagem correspondente.
Dürer acabaria por completar apenas em 1510 com um frontispício e quatro gravuras a Grande Paixão que publicou em forma de livro com a junção do texto em latim.

## História
Tendo-se instalado em Nuremberga, Dürer passou a dedicar-se exclusivamente às gravuras, o que lhe garantia bons rendimentos em comparação com a pintura. Por volta de 1497, iniciou o projecto ambicioso, inovador em muitos aspectos, da edição ilustrada da Paixão de Cristo, para a qual trabalhou ao mesmo tempo que se dedicava a outro projecto do mesmo tipo, o Apocalipse, pelo que aquela apenas foi publicada em 1510.
A Grande Paixão, assim chamada para distingui-la de outra série de 1511, não obteve um sucesso tão surpreendente quanto o Apocalipse, quer pelo conteúdo menos sensacional, desprovido daquele lado fantástico que atraia o público, quer porque a finalização da série foi sendo adiada e já circulavam as primeiras ilustrações que tinham sido vendidas isoladamente.
Ainda assim, as criações iconográficas da Grande Paixão de Dürer tiveram uma grande repercussão artística pois foram seguidas por muitos artistas locais e estrangeiros, notando-se a influência, por exemplo, da gravura Cristo carregando a cruz na pintura Cristo cai a caminho do Calvário de Rafael.

## Descrição e estilo
Entre as gravuras da primeira fase destaca-se Cristo carregando a cruz, a composição mais amadurecida. A imagem do cortejo que sai da cidade e de Cristo que cai sob o peso da cruz, une dois motivos derivados das gravuras em cobre de Martin Schongauer, cujas formas tardo-góticas são desenvolvidas por Dürer. Ao mesmo tempo, no entanto, o desenho anatómico do corpo musculado do lansquenete que se vê na direita inspira-se nas imagens da arte italiana que Dürer conhecera em Veneza. As diversas formas destes dois mundos são compatibilizadas num estilo pessoal que não deixa perceber nenhum antagonismo.
Nunca antes a Paixão de Cristo fora representada de modo tão dramático como nestas xilogravuras, concebidas individualmente com um forte contraste entre preto e branco. Dürer deu corporeidade às figuras com um sistema gradual de traços paralelos, que anteriormente vinha sendo usado na gravura em cobre. No desenvolvimento das histórias há uma intensificação progressiva da síntese, tendo conseguido a conjugação da natureza visionária dos eventos narrados com o respeito pelas leis naturalistas que dão às figuras uma monumentalidade de índole clássica.

## Imagens da série completa

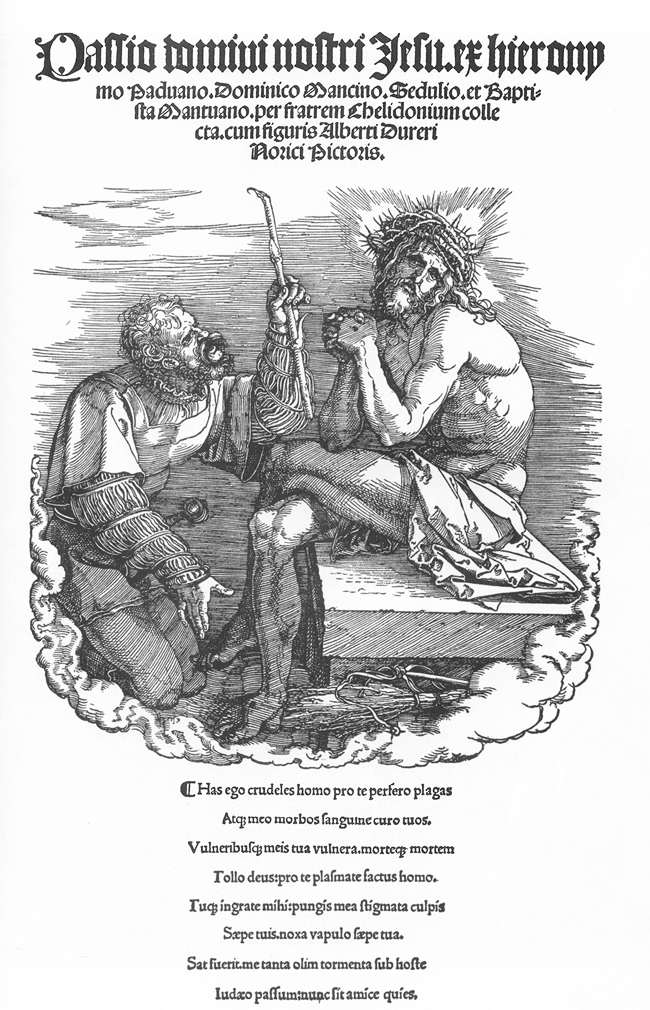
Frontispício
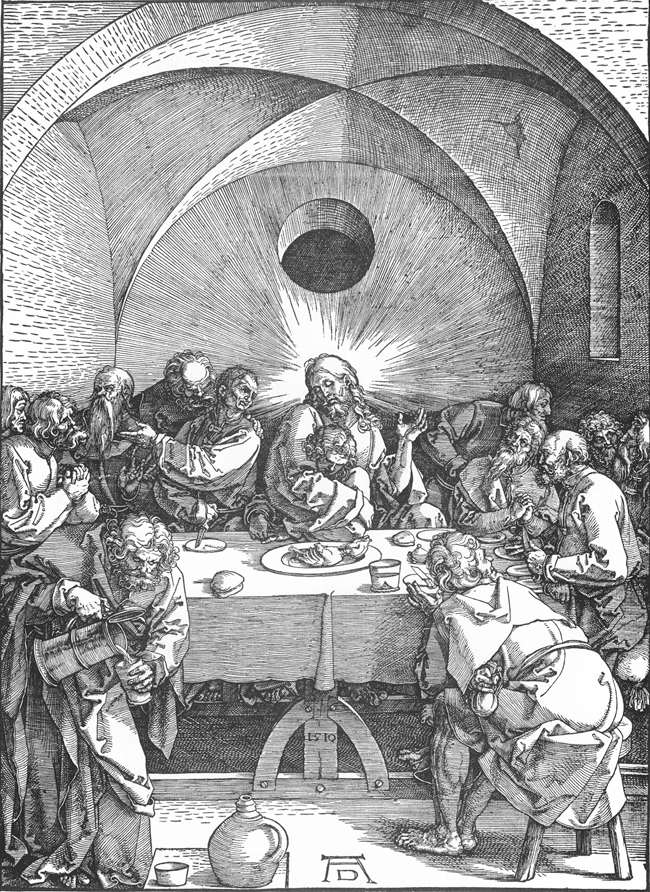
Última Ceia
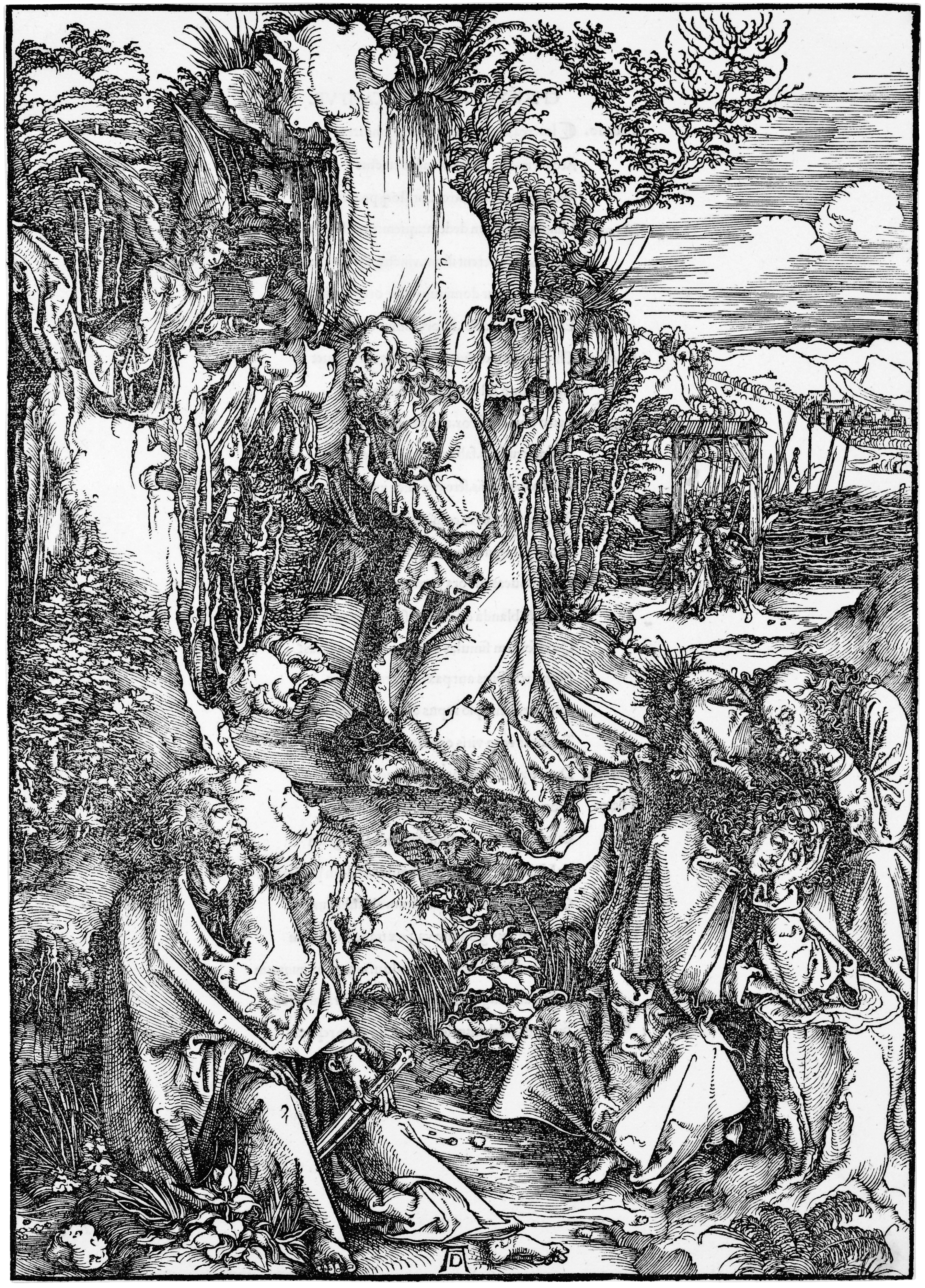
Cristo no Monte das Oliveiras
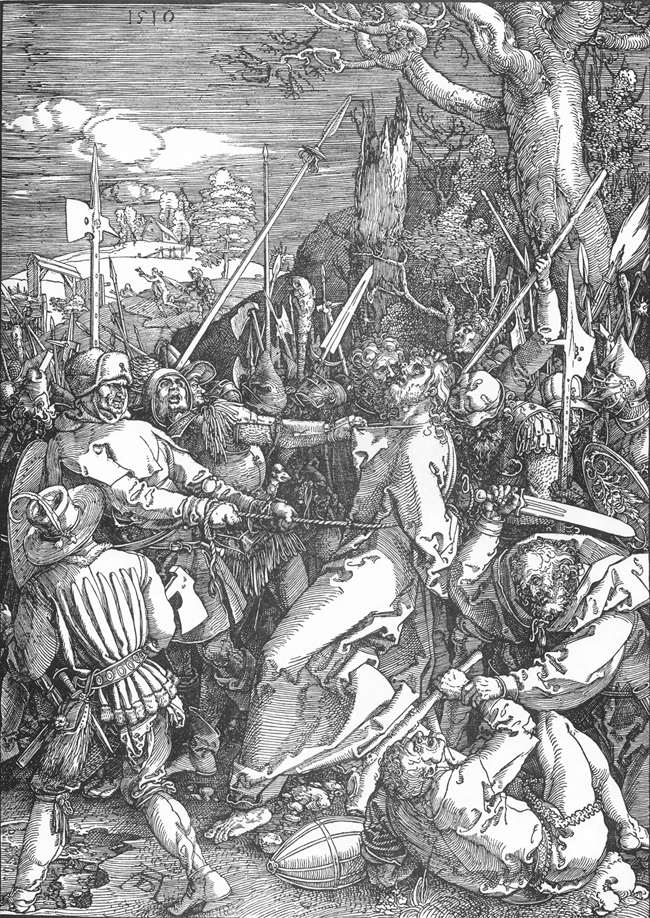
Prisão de Cristo
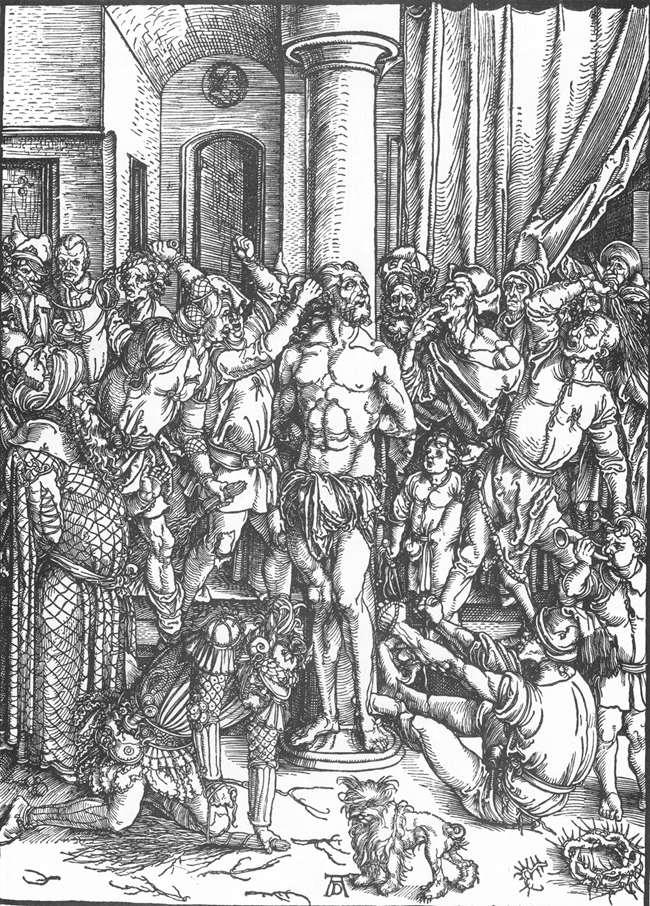
Flagelação de Cristo
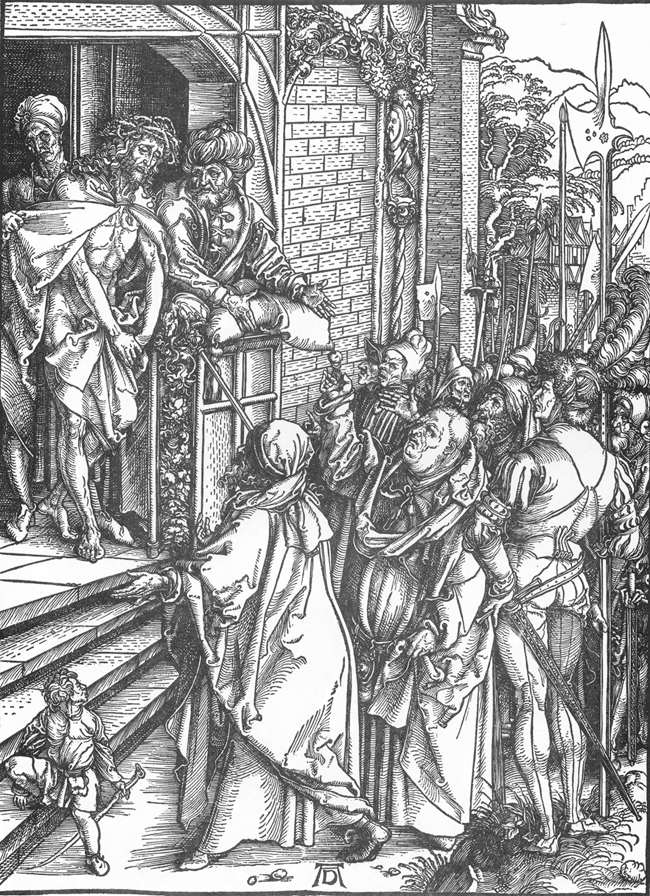
Ecce Homo
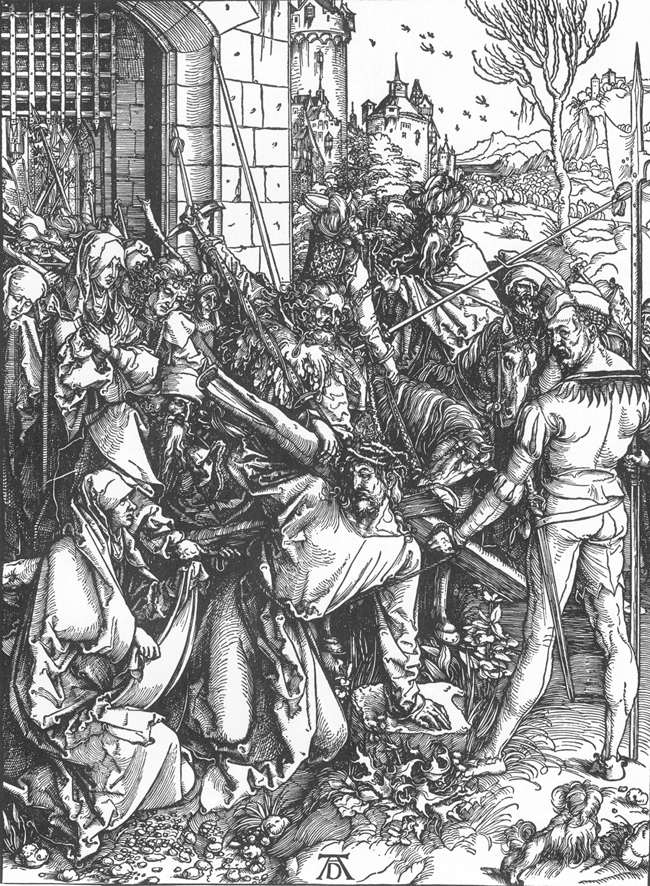
Cristo carregando a cruz
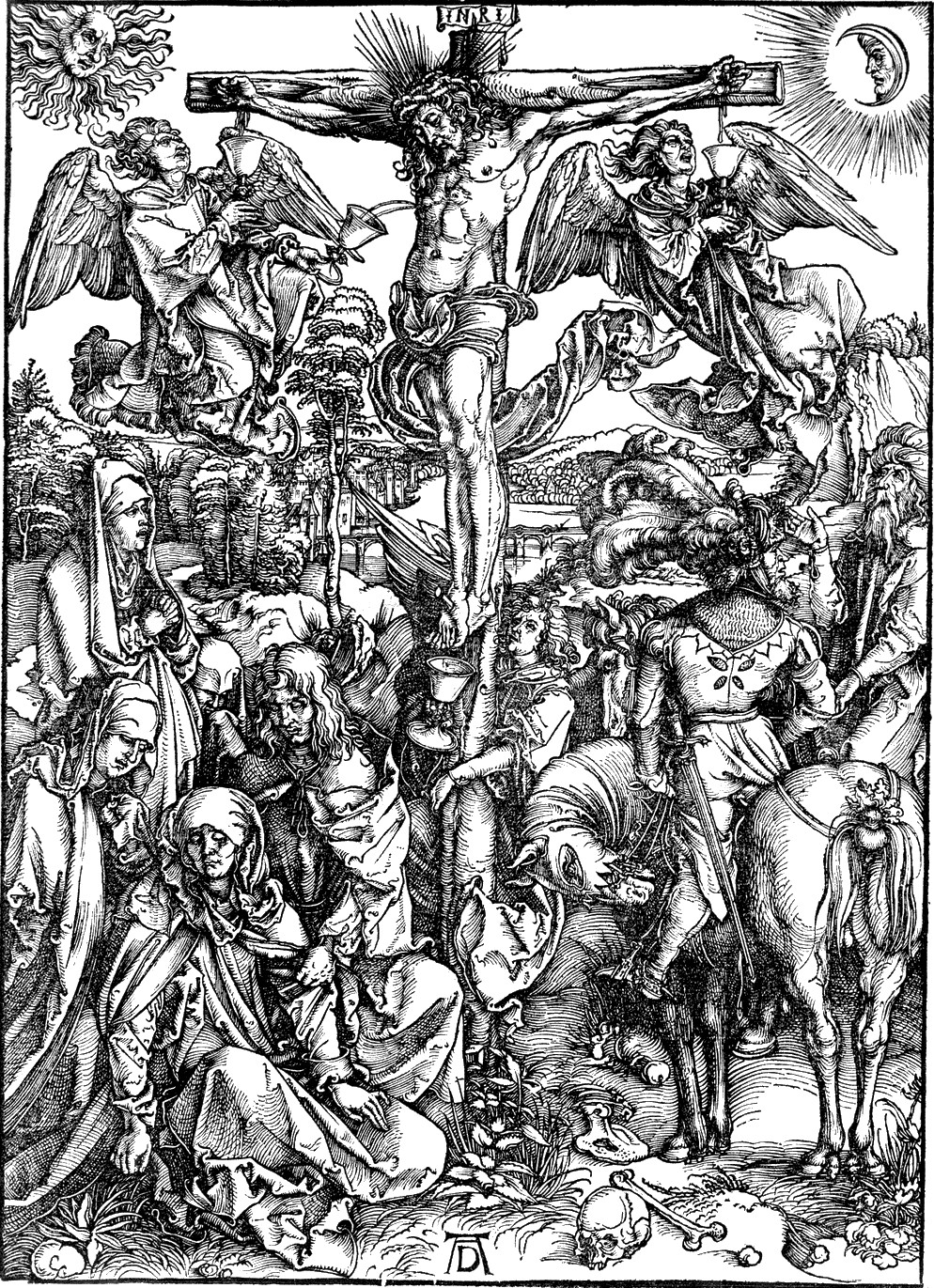
Crucificação
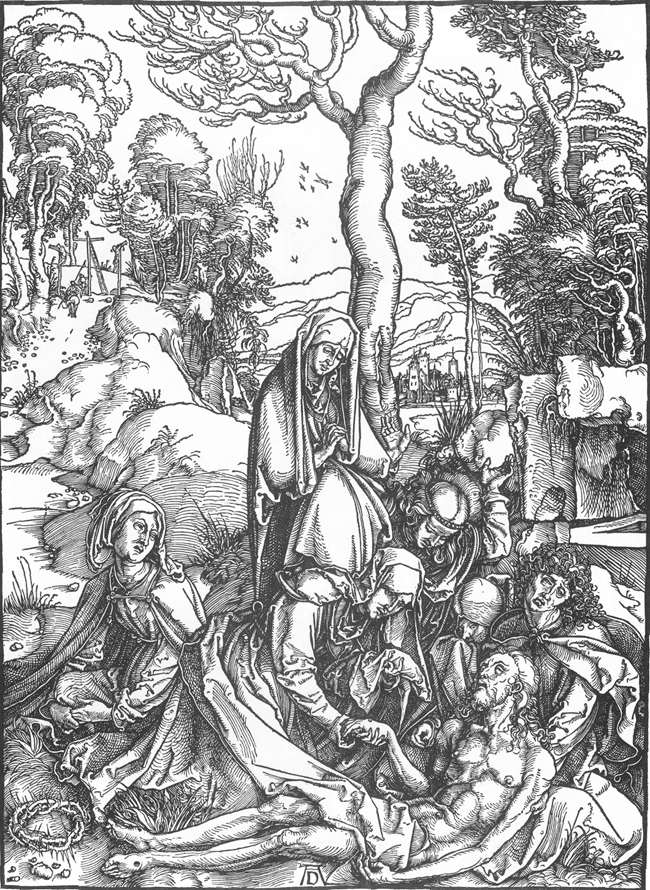
Lamentação
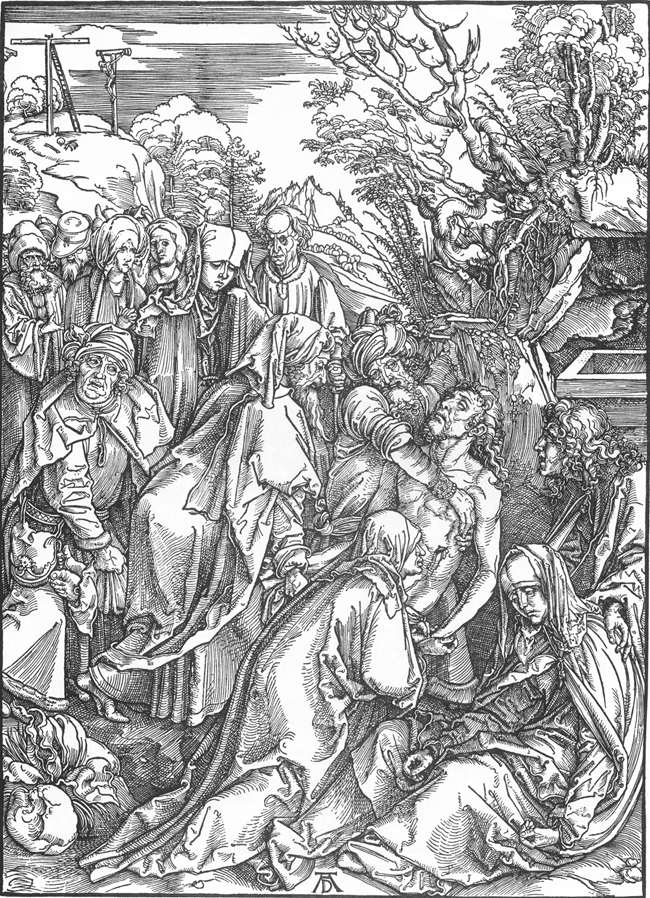
Enterro de Cristo
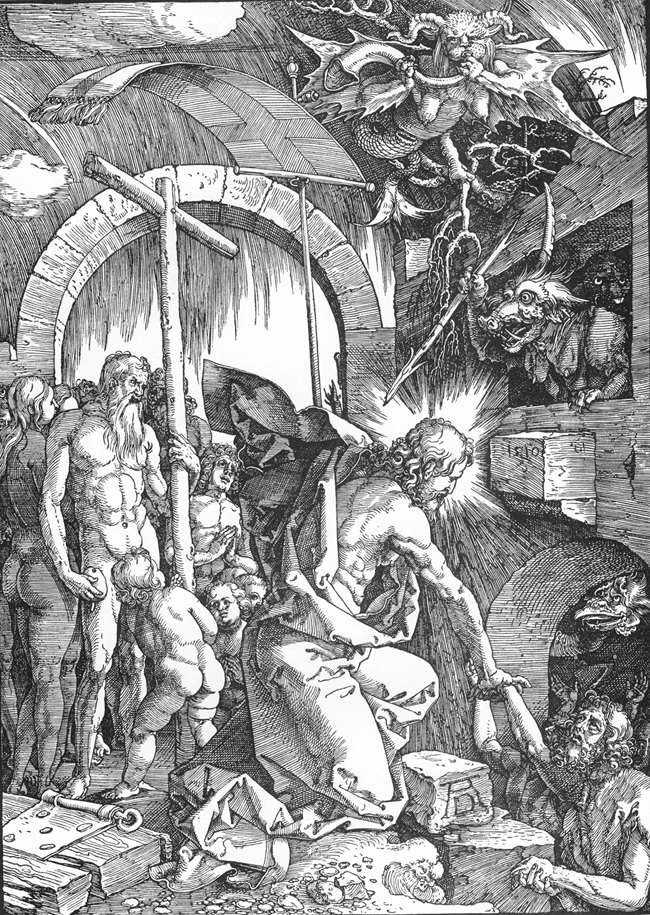
Cristo no Limbo
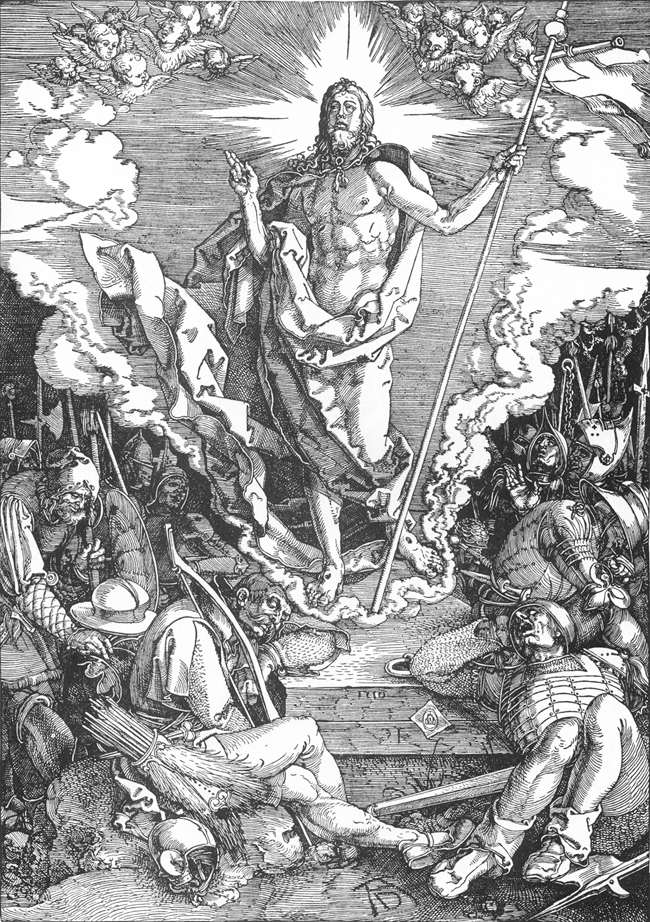
Ressurreição de Cristo